# Seznam litovskih smučarskih tekačev
Seznam litovskih tekačev na smučeh.

## A
- Ingrida Ardišauskaitė

## J
- Lukas Jakeliunas

## S
- Mantas Strolia
- Vytautas Strolia

## T
- Irina Terentjeva

## V
- Modestas Vaičiulis
- Vida Vencienė